# Georgia Stahl
Georgia Stahl (* 17. April 1972) ist eine deutsche Schauspielerin, Hörspiel- und Synchronsprecherin.

## Leben
Georgia Stahl studierte von 1993 bis 1997 an der Bayerischen Theaterakademie August Everding Schauspiel und spielte dann am Bayerischen Staatsschauspiel Theater. Ab 2001 gehörte sie zum Ensemble des Schauspiels Frankfurt, darüber hinaus spielte sie auch am Schauspielhaus Zürich oder am Centre Dramatique National Montreuil in Paris.
Ihr Kinodebüt hatte sie 1995 in dem Film Looosers!. Seitdem war sie wiederholt in Film und Fernsehen zu sehen, so in Tatort, Die Rosenheim-Cops oder SOKO Linz. Als Regisseurin ist sie auch tätig und hat einige Kurzfilme gedreht.

## Filmografie
- 1995: Looosers!
- 2001: Die Manns – Ein Jahrhundertroman
- 2000: Kalt ist der Abendhauch
- 2006: Abschnitt 40
- 2008: Friedliche Zeiten
- 2013: Tatort: Spiel auf Zeit
- 2013: Familie Sonntag auf Abwegen
- 2014: SOKO München
- 2015: München 7
- 2017: Tatort: Am Ende geht man nackt
- 2017: Hindafing
- 2019: Die Bergretter
- 2020: Laim und der letzte Schuldige
- 2021: München Mord: Der Letzte seiner Art
- 2021: München Mord
- 2021: Die Chefin
- 2021: Watzmann ermittelt
- 2022: Die Rosenheim-Cops
- 2022: SOKO Linz

## Hörspiele
- 2006: Katharina Lehmann: Adrian Nachtnebel und das Geheimnis der Unken von Merasa – Regie: Martin Heindel (Original-Hörspiel, Kinderhörspiel – RBB)
- 2012: Virginia Woolf: Jacobs Zimmer (3. und 4. Teil) (Sandra W. Williams) – Regie: Katja Langenbach (Hörspielbearbeitung – BR)
- 2013: Virginia Woolf: Orlando. Eine Biographie (3. bis 5. Teil) (Orlando) – Regie: Katja Langenbach (Hörspielbearbeitung – BR)
- 2016: Robert Hültner: Radio-Tatort: Unten am Fluss (Wilma Wohlmut) – Regie: Ulrich Lampen (Originalhörspiel, Kriminalhörspiel – BR)
- 2017: Christian Schulteisz: Public Workshop – Die Gewinnerstücke 2016: Alles was – Regie: Lorenz Schuster (Originalhörspiel, Kurzhörspiel – BR)
- 2017: Dominik Busch: Unsere Fahrräder wiegen nichts und kosten ein Vermögen (Britta) – Regie: Dominik Busch (Originalhörspiel – BR)
- 2018: Arthur Schnitzler: Die Traumnovelle – Bearbeitung und Regie: Katja Langenbach (Hörspielbearbeitung – BR)
- 2020: Siegfried Lichtenstaedter: Der jüdische Gerichtsvollzieher (Erzählerin) – Bearbeitung und Regie: Richard Oehmann (Hörspielbearbeitung – BR)
- 2020: Gesche Piening: Einsam stirbt öfter. Ein Requiem (Vormund von Frau C) – Regie: Gesche Piening (Originalhörspiel – BR)

Quelle: ARD-Hörspieldatenbank